# Hétvégi gyilkosság (Agatha Christie-színdarab)
A Hétvégi gyilkosság (The Hollow) Agatha Christie 1951-ben bemutatott színdarabja, ami saját azonos című regényének színpadi változata. Az adaptációt lánya, Rosalind biztatására kezdte el, ám a belga nyomozó, Hercule Poirot karakterét végül kihagyta a színdarabból, mert szerinte az „tönkretette a regényváltozatot”.
Egy nyolchetes turné után a darab a londoni Fortune Theatre-ben nyitott Hubert Gregg rendezésében, 1951 júniusában, lelkes kritikai fogadtatásra találva. Később az Ambassadors Theatre-be költözött, ahol tizenegy hónap alatt 376 előadást tartottak belőle. A hatalmas sikernek köszönhetően adta át Christie a darab fiatal producerének, Peter Saundersnek az Egérfogó szövegkönyvét.
Színpadon Magyarországon még nem került bemutatásra.

## Szereplők
- Henrietta Angkatell
- Sir Henry Angkatell, K.C.B.
- Lady Angkatell
- Midge Harvey
- Gudgeon
- Edward Angkatell
- Doris
- Gerda Cristow
- John Cristow, M.D., F.R.C.P.
- Veronica Craye
- Inspector Colquhoun, C.I.D.
- Detective Sergeant Penny

## Szinopszis
Dr. Cristow kínos helyzetbe kerül, amikor a szeretője, Henrietta, a korábbi szeretője Veronica, és a felesége Gerda, egyszerre érkeznek a Hollowba, Sir Henry és Lucy Angkatell házába. Edward (aki szerelmes Henriettába), és Midge (aki szerelmes Edwardba) is megérkezik.
Veronica el akarja venni Cristowt, és sikeresen újra is éleszti kapcsolatukat, ám arról nem tudja meggyőzni a férfit, hogy váljon el feleségétől. Veronica felelőtlenül megjegyzi, hogy ha az övé nem lehet a férfi, senkié sem lesz. Cristowt perceken belül holtan találják. Majdnem mindenkinek van indítéka, és volt lehetősége is elkövetni a gyilkosságot.